# L’Indomptable (Schiff)
Die L’Indomptable (deutsch: Die Unbeugsame) war ein Großzerstörer (franz. Contre-Torpilleurs) der Le-Fantasque-Klasse der französischen Marine. Sie war eins der Schiffe, welches am 27. November 1942 bei der Selbstversenkung der Vichy-Flotte im Hafen von Toulon von ihrer Mannschaft versenkt wurde. Die L'Indomptable war das vierte Schiff mit dem Namen in der französischen Marine. Das erste war das 80-Kanonen-Linienschiff Indomptable, welches 1790 vom Stapel lief. Diese Indomptable nahm an mehreren großen Seeschlachten wie z. B. der Seeschlacht am 13. Prairial und der Schlacht von Trafalgar teil.

## Maschinenanlage
Die Antriebsanlage der L’Indomptable bestand aus vier Wasserrohrkesseln und zwei Parsons-Turbinen. Diese trieben über zwei Antriebswellen die beiden Schrauben an. Die Maschinen leisteten 74.000 WPS. Damit konnte eine Geschwindigkeit von 37 kn (etwa 67 km/h) erreicht werden.

## Bewaffnung
Die Hauptartillerie der L’Indomptable bestand aus fünf 13,86-cm-Geschützen L/40 des Modells 1929 in Einzelaufstellung. Diese Kanone konnte eine 40,4 Kilogramm schwere Granate über eine maximale Distanz von 19.000 m feuern. Als Flugabwehrbewaffnung verfügte die L'Indomptable bei Indienststellung über vier 3,7-cm-Flugabwehrkanonen (L/60) des Modells 1925 in Einzelaufstellung und vier 13,2 mm/76 Hotchkiss M1929 in Doppelaufstellung. Als Torpedobewaffnung verfügte der Zerstörer über neun Torpedorohre in drei Dreiergruppen für den Torpedo 23DT Toulon. Zur U-Boot-Abwehr besaß die L'Indomptable zwei Wasserbombenwerfer am Heck und konnte maximal 40 Seeminen aufnehmen.

## Verbleib

Lageplan der gesunkenen Schiffe in Toulon 1942

Am 27. November 1942 befand sich die L’Indomptable im Hafen von Toulon. Als sich deutsche Truppen näherten, versenkte die Besatzung das Schiff im Hafen. Die Deutschen hoben das Schiff und planten es als SG9 wieder in Dienst zu stellen. Am 4. Februar, 7. März und 29. April 1944 wurde das Schiff bei alliierten Luftangriffen mehrfach schwer beschädigt und eine Indienststellung aufgegeben. Im Juli 1945 wurde ihr Bug als Ersatz für das beschädigte Schwesterschiff Le Malin verwendet. Der Rest des Wracks wurde 1950 vor Ort abgebrochen.